# Endospermum labios
Endospermum labios là một loài thực vật có hoa trong họ Đại kích. Loài này được Schodde mô tả khoa học đầu tiên năm 1968.